# Spinosodus spinicollis
Spinosodus spinicollis är en skalbaggsart som beskrevs av Stefan von Breuning och De Jong 1941. Spinosodus spinicollis ingår i släktet Spinosodus och familjen långhorningar. Inga underarter finns listade i Catalogue of Life.